# Avenue des géants
Ne doit pas être confondu avec Chaussée des Géants.
Avenue des géants est un roman français de Marc Dugain publié en avril 2012.